# Генерал військ зв'язку

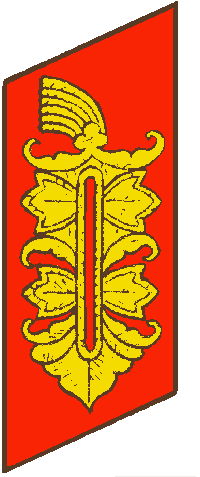
Петлиця генерала військ зв'язку

Генера́́л військ зв'язку́ (нім. General der Nachrichtentruppe) — військове звання генеральського складу військ зв'язку у Вермахті, що було введене у 1940 році. У Вермахті звання генерала військ зв'язку знаходилося за старшинством між генерал-лейтенантом та генерал-полковником.
Це звання правильніше називати «генерал роду військ», тому що воно дорівнювалося до чинів:
- «генерал від інфантерії»,
- «генерал артилерії»,
- «генерал танкових військ»,
- «генерал парашутних військ»,
- «генерал гірсько-піхотних військ»,
- «генерал інженерних військ»,
- «генерал авіації»,
- «генерал кавалерії» тощо.

## Список генералів військ зв'язку

### Сухопутні війська
- Альберт Праун
- Еріх Фельгібель

### Люфтваффе
- Вальтер Зурен
- Вольфганг Мартіні
- Фрідріх Фанерт